# Cien mil
Cien mil es un número natural que también se escribe 100.000, C o 105 (esta última forma en notación científica).
| {\displaystyle cien\;mil=10^{5}=100.000\,} |